# Puch Adria TS

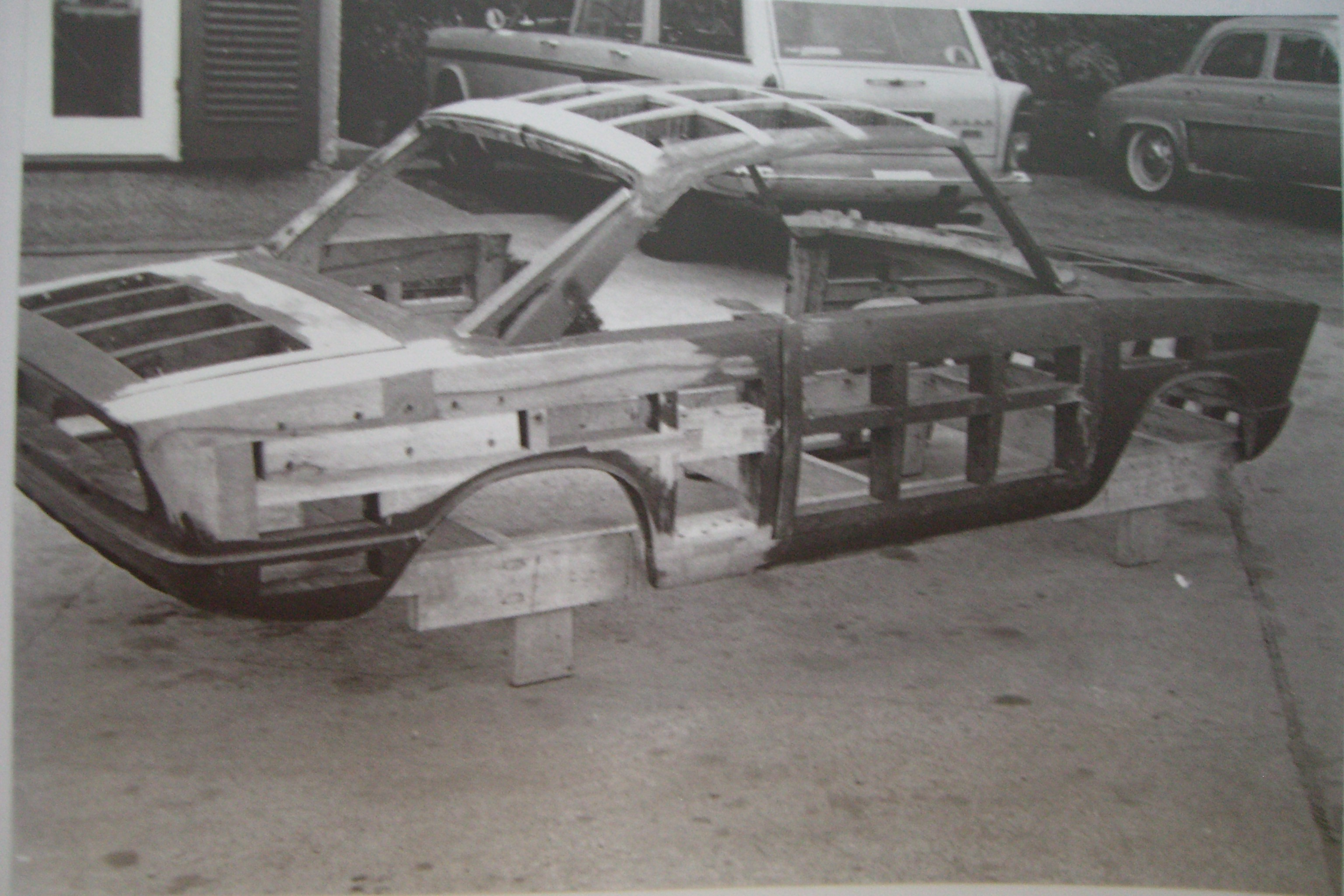

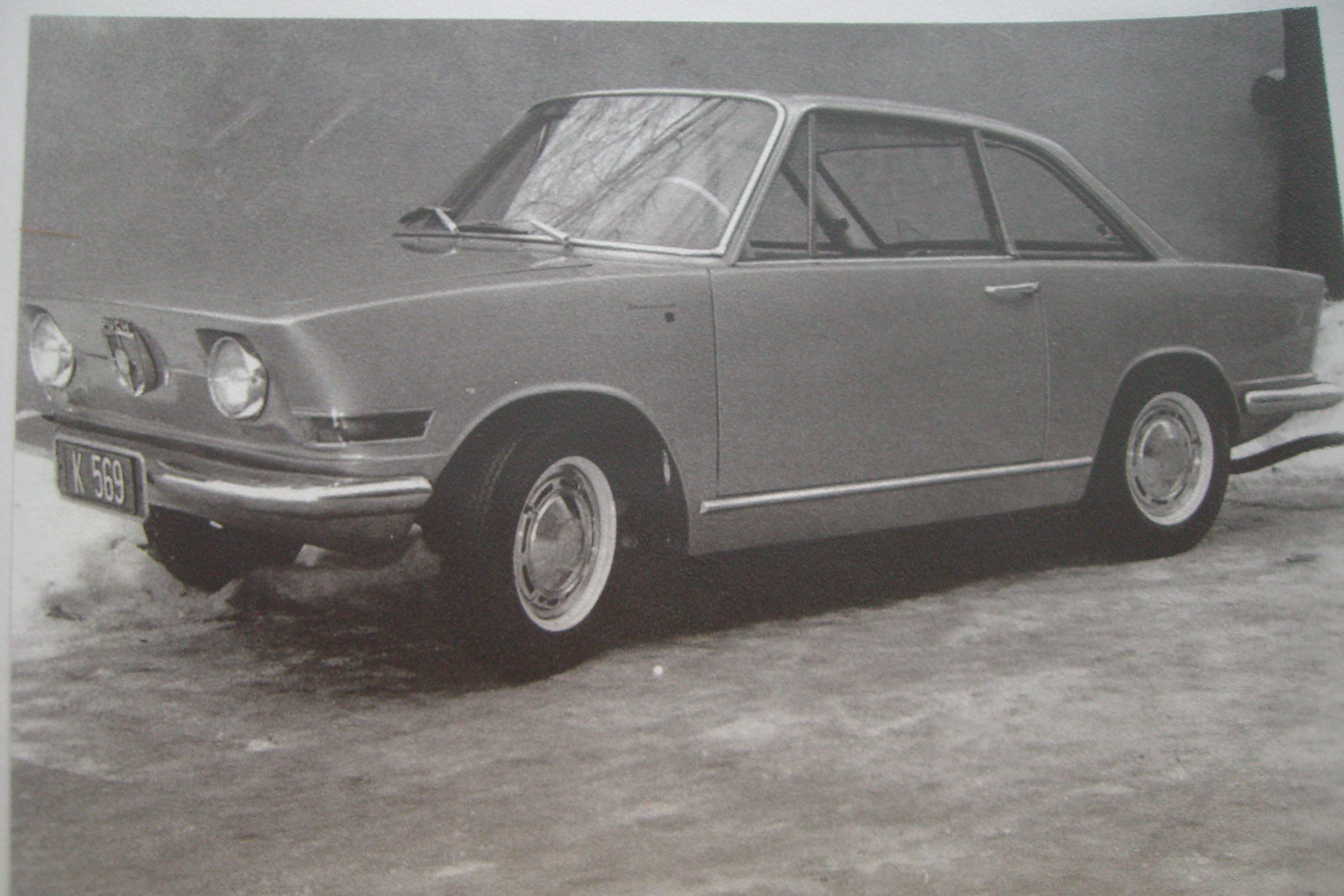

Der Puch Adria TS ist ein Sportcoupé auf der technischen Basis des Puch 700 C (Kombi, der Radstand ist etwas länger als beim Puch 500). Entworfen wurde er vom Wiener Designer Werner Hölbl Anfang der 1960er-Jahre. Gebaut wurden nur 18 Stück, überwiegend in Handarbeit in der väterlichen Autoreparaturwerkstätte im 13. Wiener Gemeindebezirk. Der Name „Adria TS“ sollte an das Lebensgefühl des Südens erinnern, der eines der Lieblings-Urlaubsziele der Familie Hölbl war.
Heute sind noch zwei existierende Fahrzeuge bekannt, wobei aktuell keines davon fahrbereit ist.

## Geschichte
Ab 1957 begann mit dem Steyr-Puch 500, einem einheimischen viersitzigen Kleinwagen auf Basis des Fiat 500, in Österreich die Volksmotorisierung. Dank der einfachen und technisch zuverlässigen Konstruktion des Wagens wurde daraus eine Erfolgsgeschichte. Es war also nur eine Frage der Zeit, bis findige Bastler dieses Fahrzeug als Basis für eine Eigenkreation nutzen würden. Dazu gibt es mehrere Beispiele, wie den Puch Imp, den Jamos GT und andere.
Der Puch Adria TS war das Erstlingswerk des jungen Designers Werner Hölbl. Sein Bestreben war es, ein eigenes Sportcoupé mit richtungsweisendem Design zu bauen. Es sollte markante Ecken und Kanten aufweisen anstatt der damals üblichen Rundungen. Die ersten Entwürfe stammen von 1960/61 und zeigen bereits ein Fahrzeug, das dem der späteren Produktion weitgehend entspricht. Nach einigen Design-Varianten wurde schließlich auf Bestellung von Hölbl in Italien die Holzform für ein Rohmodell bestellt. Es war geeignet, die einzelnen Karosserieteile darüber per Hand zu treiben. Die Kosten für diese Holzform beliefen sich auf den für die damalige Zeit horrenden Betrag von rund 1 Million (!) österreichischen Schilling. Alleine durch diese Aufwendungen wäre an eine wirtschaftlich rentable Fertigung in Handarbeit nie zu denken gewesen. Andererseits war es diese professionelle Arbeitsweise in Verbindung mit der Liebe zu Details, was den Puch Adria TS zur technisch ausgereiftesten Konstruktion unter den auf Puch-Basis hergestellten Prototypen machte.
Die ersten zwei Prototypen entstanden noch auf Basis des Puch 500. In der Praxis stellte sich jedoch heraus, dass der Radstand zu kurz war und eine längere Bodengruppe dem Fahrverhalten des Fahrzeugs zugutekommen würde. Die Konsequenz war daher, auf die um 7 cm längere Bodengruppe des Puch 700 C (Kombi) zu wechseln und die Holzform vor der Hinterachse zu verlängern, um die gewünschten Effekte zu erhalten.
Werner Hölbl hatte immer an eine Serienfertigung des Fahrzeugs gedacht, die auch unmittelbar bevorstand, jedoch letzten Endes an der starren Haltung des damaligen Fiat-Geschäftsführers Giovanni Agnelli und der Steyr-Daimler-Puch AG scheiterte.
Anlässlich eines Österreich-Besuchs von Agnelli gelang es Werner Hölbl, dem Fiat-Chef seine Coupé-Kreation vorzustellen. Dieser war von dessen Form und Linienführung begeistert und schloss eine Serienfertigung nicht aus. Hölbl begann daraufhin, eine Kalkulation aufzustellen, um Agnelli die ungefähren Produktionskosten mitzuteilen. Die bei Steyr-Puch angefragten Fahrgestelle samt Motoren (als Basis für das Aufsetzen der eigenen Karosserie) wären fast genauso teuer gewesen wie ein fertiger Puch 500. Dies hätte die Kosten für das schmucke Coupé dermaßen in die Höhe getrieben, dass ein attraktiver Verkaufspreis außer Reichweite schien. Die Vermutung liegt daher nahe, dass Steyr-Puch im Puch Adria TS eine gefährliche Konkurrenz zum Puch 500 sah und deswegen bewusst und schließlich auch erfolgreich versuchte, das Projekt scheitern zu lassen. Zudem hatte Fiat das Interesse, seine eigenen Motoren einzusetzen, was aber an der eher geringen Leistungsausbeute der damals zur Verfügung stehenden Motoren scheiterte (der normale Motor des Puch 500 war etwas stärker als der Motor des Fiat 500). Hinzu kommt, dass die Karosserie des Puch Adria TS um ca. 100 kg schwerer ist als die des Puch 500, sodass die ohnehin bescheidenen Fahrleistungen verringert worden wären. Wie einige Fotos beweisen, bewegte Werner Hölbl seinen Wagen selbst bei einigen Rennen, wie zum Beispiel auf dem Flugplatzkurs in Aspern.
Damalige Zeitungen berichteten stolz vom internationalen Automobil-Salon 1962 in Paris, auf denen der Puch Adria TS ebenfalls zu sehen war. Dazu wurde das Fahrzeug von Hölbl selbst auf einem Anhänger nach Frankreich gebracht und am Fiat-Stand präsentiert. Das Urteil der Presse fiel dabei überwiegend positiv aus. Bekannt ist sogar ein Verkaufsprospekt, der den Puch Adria TS zum Preis von ÖS 39.900 ankündigte; zur Serienfertigung kam es jedoch nicht.
Von den insgesamt 18 produzierten Exemplaren dürften nur zwei überdauert haben. Beide Fahrzeuge befinden sich heute in Privatbesitz und warten auf die Restauration. Was Antriebs- und Fahrwerksteile betrifft, sind dabei keinerlei Probleme zu erwarten, da auf eine recht gute Ersatzteilversorgung zurückgegriffen werden kann. Wenn es um karosserie-spezifische Teile geht, ist jedoch eine Nachfertigung in zeitraubender und kostenintensiver Handarbeit nötig. Ein Wert der Fahrzeuge lässt sich aufgrund des so gut wie nicht vorhandenen Marktes kaum bestimmen.
Die meisten Puch Adrias dürften mit TR-Motoren oder zumindest technisch sehr ähnlich ausgerüstet gewesen sein. Bekannt ist, dass für das Fahrzeug eine eigene Version des bekannten Puch-Boxermotors als „Sport-Motor“ mit eigener Motornummern-Serie, beginnend mit der Nummer 528.0001, geplant war – auch ein Zeichen dafür, dass das Puch-Werk ursprünglich dem Projekt seine Aufmerksamkeit schenkte, obwohl es sich später zurückhielt, als es um die Lieferung von Bodengruppen samt Motoren ging.

## Erbauer
Werner Hölbl, geboren 1941, absolvierte eine Karosseriebaulehre und studierte an der Hochschule für angewandte Kunst in Wien. Als Autodesigner war er in Turin und bei Opel in Rüsselsheim tätig. Er hatte ein eigenes Designbüro in Turin und seit 1972 in Wien. Später arbeitete er im Industriedesign. Werner Hölbl, der in Wien lebt, erhielt im Laufe der Zeit zahlreiche Auszeichnungen. Am Design des Opel GT war er maßgeblich beteiligt. Als Freund von Jochen Rindt verfolgte er dessen Karriere bis zum tragischen Ende unmittelbar – sie teilten sich zeitweise sogar eine gemeinsame Wohnung.